# Nagrada Emmy
Emmy nagrade su američke nagrade za televizijske produkcije, slične nagradi Peabody ali više fokusirane na zabavljačku industriju, te se smatraju televizijskim ekvivalentom nagrada Zlatni globus i Oscar.
Tri povezane ali odvojene organizacije predstavljaju Emmy nagrade:
- Akademija televizijskih umjetnosti i znanosti – nagrađuje sve nacionalne televizijske emisije, izuzev sporta
- Nacionalna akademija televizijskih umjetnosti i znanosti – nagrađuje dnevne, sportske i dokumentarne emisije i vijesti
- Međunarodna akademija televizijskih umjetnosti i znanosti – nagrađuje emisije izvan SAD-a

Najpoznatije nagrade su Primetime Emmy i Daytime Emmy, koje oboje imaju kategorije klasificirane kao Creative Arts Emmy.

## Povijest
Prvi Emmy prezentiran je u Hollywood Athletic Clubs 25. siječnja 1949. Ime „Emmy“ je feminizacija imena „Immy“, nadimka koji je iskorišten za cijevi ranih televizijskih kamera. Shirley Dinsdale je postala prva osoba koja je osvojila Emmy na prvoj ceremoniji. Kip nagrade Emmy izgleda kao žena s krilima koja drži atom, što je postao simbol televizijske akademije za uzdizanje umjetnosti na televiziji. Kip je izradio inženjer Louis McManus.

## Vrste

### Emmy za udarne termine
Predstavljaju nagrade koje se dodjeljuju američkim televizijskim programima u udarnom terminu. Ceremonije se uglavnom odvijaju sredinom rujna te se emitiraju na kanalima ABC, CBS, NBC i Fox.

### Dnevni Emmy
Predstavljaju nagrade koje se dodjeljuju američkim svakodnevnim televizijskim programima. Prvi Daytime Emmy dodijeljen je 1972.

### Sportski Emmy
Predstavljaju nagrade koje se dodjeljuju američkim sportskim televizijskim programima. Ceremonija se održava svakog proljeća, uglavnom negdje zadnja dva tjedna u travnju ili prvog tjedna u svibnju.

### Tehnološko-inženjerski Emmy
Predstavljaju nagrade koje se dodjeljuju individualcima, tvrtkama ili znanstvenim organizacijama koje su uveliko pomogle razvoju tehnologije na televiziji.

### Regionalni Emmy
Predstavljaju lokalne nagrade koje se dodjeljuju regionalnim američkim televizijskim tržištima. Ove nagrade su manje glamoruzne.

### Međunarodni Emmy
Predstavljaju nagrade koje se dodjeljuju najboljim televizijskim programima izvan SAD-a. Svaki program koji je nominiran se emitira na festivalu u New Yorku dan prije održavanja ceremonije.

### Ostale Emmy nagrade
- National TV newscasts and documentaries
- Business and financial reporting
- Public Service
- Bob Hope Humanitarian Award

## Vanjske poveznice
- Emmys.org  Arhivirana inačica izvorne stranice od 4. studenoga 1996. (Wayback Machine)
- Službena pravila  Arhivirana inačica izvorne stranice od 3. veljače 2009. (Wayback Machine)
- International Emmy Awards  Arhivirana inačica izvorne stranice od 14. kolovoza 2007. (Wayback Machine)
- Daytime Emmy Awards
- Emmy New York  Arhivirana inačica izvorne stranice od 16. svibnja 2008. (Wayback Machine)
- TVWeek.com's - Emmy centrala  Arhivirana inačica izvorne stranice od 5. ožujka 2007. (Wayback Machine)
- Emmy pokrivanje
- Emmy Online  Arhivirana inačica izvorne stranice od 13. prosinca 2009. (Wayback Machine)